# Lê Công Vinh
Lê Công Vinh, vietnamski nogometaš, * 10. december 1985.
Za vietnamsko reprezentanco je odigral 83 uradnih tekem in dosegel 51 golov.